# 島邨俊一
島邨 俊一（しまむら しゅんいち、文久元年12月25日（1862年1月24日） - 1923年（大正12年）3月11日）は戦前日本の精神病学者、神経病学者。京都府立医学専門学校長、同校附属病院長。狐憑きの研究でも知られる。

## 経歴

### 修学時代
文久元年12月25日（1862年1月24日）江戸駒込片町に生まれた。本籍は東京市本郷区駒込東片町73番地。
1887年（明治20年）3月16日帝国大学医科大学医学部を卒業し、5月3日大学院に進み、精神病学室榊俶に就いたが、榊は東京府癲狂院の患者の診療を任され、精神病学室も同院に置かれており、8月3日島邨も隔日出頭し、9月2日当直医となり、6日大学院を中退、10日医科大学助手として第一医院勤務を命じられた。
1891年（明治24年）7月8日島根県での狐憑病調査を命じられ、尾道、松江、石見、隠岐で調査を行い、「島根県下狐憑病取調報告」にまとめたが、これは狐憑研究としてエルヴィン・フォン・ベルツ「狐憑病新説」に次ぐものだった。
1891年（明治24年）10月24日自費でドイツ留学に出発し、パリを経て、ベルリンに2年程滞在し、ウィーンに移り、1894年（明治27年）11月2日鳥居春洋、山根元策、緒方銈次郎と共に帰国した。

### 京都府医学校・府立療病院
1894年（明治27年）12月21日京都府医学校教諭となり、精神病学・神経病学・法医学を担当し、京都府立療病院医員を兼ねた。1895年（明治28年）2月16日神経及精神科部長。
1899年（明治32年）京都帝国大学医科大学が開校し、京都の医学者が次々と引き抜かれる中、医学校・療病院に留まり、9月1日笠原光興に代わって療病院副院長、1900年（明治33年）5月24日加門桂太郎に代わって医学校長に就任し、9月24日副院長を辞した。医学校が人員不足により存続が危ぶまれる中、1900年（明治33年）6月新宮凉亭、9月工藤外三郎、1901年（明治34年）永井徳寿、1902年（明治35年）望月惇一、伊藤元春、池田廉一郎を呼び寄せ、危機を脱することがきた。
1903年（明治36年）5月療病院長に就任して両組織のトップとなり、6月20日医学校が専門学校令により京都府立医学専門学校として認可され、療病院は同校附属病院となった。

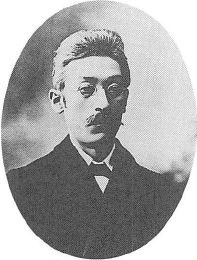
1906年（明治39年）学位取得をいわって門弟が献呈したもの

1905年（明治38年）10月日露戦争に伴い陸軍衛生幇助員として毎週日曜日大阪陸軍予備病院に出張した。1906年（明治39年）8月9日論文審査により京都帝国大学京都医科大学から医学博士号を受けた。

### 晩年
1908年（明治41年）始め頃発病し、1910年（明治43年）3月9日校長・院長を望月惇一に譲り、5月学校講師、療病院長顧問、神経精神科部長となった。1916年（大正5年）12月28日講師・顧問・部長の職を辞した。
1923年（大正12年）3月10日病状が急変し、11日死去。享年61歳。12日金戒光明寺本坊で葬儀が行われ、東京谷中霊園に葬られ、西翁院に位牌が置かれた。法号は謦香院峰誉日俊居士。
新烏丸通下切通シ上る新烏丸頭町の旧邸は未亡人こうの遺言に基づき売却され、財団法人京都府医学振興会嶋村基金が設立された。

## 留学中の教員

### ベルリン
- フリードリヒ・ヨリ（ドイツ語版）（精神病学）[8]
- エマヌエル・メンデル（ドイツ語版）（神経病学・刑事精神病学）[8]
- カール・メーリ（ドイツ語版）（刑事精神病学・臨床）[8]
- エルンスト・ジーメリング[8]
- ヘルマン・オッペンハイム（ドイツ語版）（神経学）[16]
- エルンスト・レーマク（神経学）[16]
- アルベルト・オイレンブルク（ドイツ語版）（神経学）[16]
- エルンスト・フォン・ライデン（ドイツ語版）（神経病学）[16]
- ルドルフ・ルートヴィヒ・カール・フィルヒョウ（病理解剖）[16]
- ヴィルヘルム・ザンデル（ドイツ語版）（臨床）[16]
- ヴィルヘルム・フォン・ヴァルダイエル（神経解剖学）[16]

### ウィーン
- リヒャルト・フォン・クラフト＝エビング（精神病学）[16]
- ユリウス・ワーグナー＝ヤウレック（臨床）[16]
- ハインリヒ・オーベルシュタイネル（ドイツ語版）（顕微鏡的研究）[16]
- ザーロモン・シュトリッケル（ドイツ語版）[16]
- ペッテンコーフェル（神経病学）[16]
- ヘルマン・ノートナーゲル（ドイツ語版）（神経学）[16]

## 門下生
- 朝井元章 - 1893年（明治26年）卒。助教諭[17]。
- 池田茂 - 1895年（明治28年）卒。船岡病院長[17]。
- 川越直三郎 - 1899年（明治32年）卒。川越病院長[17]。
- 土屋栄吉 - 岩倉病院長[17]。
- 佐々木恒一 - 1901年（明治34年）卒。第2代精神病科教授[13]。
- 野田浦弼 - 1903年（明治36年）卒。第3代精神病科教授[13]。
- 久保昱二郎 - 1911年（明治44年）卒。第4代精神病科教授[13]。

## 業績
1. 回帰狂実験
2. ヒヨスチン効用実験
3. 情欲抑圧の精神並神経系に及ぼす関係
4. 大脳右半球の局部脳実質脳膜炎にジャクソン氏癲癇を誘発せる実験
5. 水銀中毒に因する精神症状
6. 抜設土布氏病と精神病に就て
7. 心臓病と精神病に就て（脊椎畸形患者の心臓右室拡張肥太（英語版）に誘因せし精神病のカヅィスチック）
8. インフルエンツアに因て精神病の治癒せし実験（精神病に作用する熱性病の追加）
9. 抜設土布氏病と精神病に就て
10. 島根県下狐憑病取調報告
11. 上行性神経炎に因する脊髄炎[18]
12. 橋部及脳脚（英語版）部特に動眼神経核の血液供給に就て[19]
13. 所謂片山地方病の病理解剖、脳動脈エンボリー及ジャクソン氏癲癇原因の追加
14. 脳髄ヂストマ病の一例（脳髄中のヂストマ、ウエステルマンニイ母虫、脳腫瘍種類の一追加）
15. 癩性橈骨神経麻痺の一例
16. 一患者のデモンストラチオン
17. 進行性延髄球麻痺研究予報
18. アンチピリン中毒症の小実験
19. 男性歇私的里性聾者の一治験
20. 脳性小児麻痺兼ジャクソン氏癲癇に穿顱術（英語版）を施せし一例
21. 臨床講義（鉛毒麻痺）
22. 原因に就て多くの報告に接せざる脳動脈栓塞及びジャクソン氏癲癇患者の一例

## 記念碑
- 醫学博士島邨俊一君像 - 京都府立医科大学附属図書館玄関横。1917年（大正6年）11月11日建立。大西三次郎彫造[20]。
- 嶋村俊一邸跡碑 - 新烏丸通下切通シ上る新烏丸頭町西側。1985年（昭和60年）12月久保昱次郎建立[21]。

## 家族

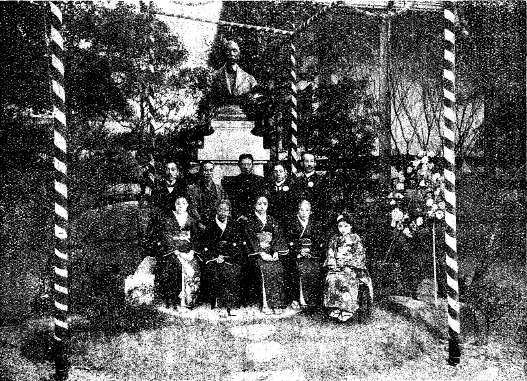
1917年（大正6年）寿像除幕式典に参列した親族。本人は病欠し、妻幸子、養母遊喜子、実母花子等が出席した。

- 実父：中村某 - 上野国前橋出身[3]。
- 実母：花子[3]
- 養父：島村鼎甫 - 医学者。備前国出身。
- 養母：遊喜子 - 能楽師喜多六平太娘[3]。
- 妻：幸子（こう） - 岡山の医師前川玄泉長女、島村鼎甫養女[3]。1885年（明治18年）7月16日結婚[3]。1963年（昭和38年）5月4日没[15]。
- 子はなかった[15]。

## 創作
- Der Fuchs und Dr. Shimamura（『狐と島村博士』） - 2015年（平成27年）クリスティーネ・ヴニッケ（ドイツ語版）著。島邨と狐憑きとの格闘を描く。同年ドイツ書籍賞にノミネートされた[23]。